# 기타바타케 아키이에 상주문
《기타바타케 아키이에 상주문》(北畠顕家上奏文, きたばたけあきいえじょうそうぶん)은, 일본 남북조 시대(南北朝時代) 남조(南朝)의 구교(公卿)로 진주후다이쇼군(鎮守府大将軍)이었던 무장 기타바타케 아키이에(北畠顕家)가 고다이고 천황(後醍醐天皇)에게 상주한 글이다. 『아키이에 간주』(顕家諫奏, あきいえかんそう)라고도 한다. 
엔겐(延元) 3년/랴쿠오(暦応) 원년 5월 15일(1338년 6월 3일) 발문으로, 아키이에가 이시쓰 전투(石津の戦い)에서 무로마치 막부(室町幕府)의 집사(執事) 고노 모로나오(高師直)에게 패하고 전사하기 일주일 전에 해당한다. 겐무 정권(建武政権) 및 남조의 정치에 있어 문제점을 간언한 내용으로, 문장의 비장미나 아버지 기타바타케 지카후사(北畠親房)를 떠올리게 하는 예민한 의론(議論)을 펼치고 있어, 남북조 시대를 대표로 하는 정치 사상문이다. 그 내용은 특히 인사 정책(예를 들면 은상으로써 관위를 주는 정책)에 대한 비판이 현존 개소의 절반에 가까운 분량을 점하고 있으며, 그밖에 수도 한곳으로의 집중을 비판하고 지방 분권제를 권하는 조항도 중요하게 평가된다. 
현존하는 문서는 『다이고지 문서』(醍醐寺文書)에 포함되어 있으며, 원본에는 없는 초고를 이미 오에이(応永, 1394–1428년) 초두 무렵에 사서한 것으로 여겨지고 있는데, 전반부가 빠져 있어서 7개 조와 발문만이 남아 있다(그 가운데 1개 조는 단편이다). 

## 개요
기타바타케 아키이에는 전사하기 직전 고다이고 천황에게 친정의 실패를 간언하는 상소문을 남겼다.
1. 빨리 사람을 선발하여 규슈, 도호쿠로 파견하시고, 더욱이 산요(山陽), 호쿠리쿠(北陸)에도 사람을 두어 반란에 대비하십시오.
이것은 겐무 정권이 교토만을 중시해 무쓰에 아키이에를 파견한 것이 외에는 타지방에게는 무관심했기 때문에 번번이 친정에 대해 반발하고, 교토에서 패한 아시카가 다카우지가 규슈에서 다시금 거병하여 교토가 공격받게 된 것에 대한 비판이다.
2. 여러 구니의 조세를 3년간 면제하고, 검약할 것. 토목을 금하고, 사치를 끊는다면 반란은 저절로 잦아들어 다스릴 수 있을 것이다.
3년간 세를 면한다는 것은 닌토쿠 천황(仁徳天皇)의 고사를 인용한 것이다. 토목이란 고다이고 천황이 계획한 궁궐 조성 계획으로 이로 인해 20분의 1세 등 자주 임시 조세를 부과했기 때문에 민심이 피폐해져 빈번히 반란이 일어난 요인이 된 것에 대한 비판이다.
3. 관작의 수여에는 신중하십시오. 공적이 있더라도 신분이 미천한 자에게는 토지와 관작을 주지마십시오.
산보쿠잇소(三木一草)[1]와 종2위 산기(参議)가 된 아시카가 다카우지, 좌중장(左中将)이 된 요시사다 등 신분이 낮은 자에게 고위의 관직을 난발한 것과, 관위상당제(官位相当制)를 무시한 인사[2]에 대한 비판이다.
4. 상을 내릴 때는 공평하십시오. 귀족과 승려에게는 고쿠가(国衙) 령·장원(荘園)을 주고, 무사에게는 지토(地頭)직을 주십시오.
상을 내릴 때 매우 공정하지 못한 것을 지적한 것이다. 지토직을 사원에 주었거나, 특정 가문의 관직 세습을 타파하고 그들의 지교코쿠(知行國)[3]와 소령을 몰수하여 무사에게 포상한 것에 대한 비판이다.
5. 임시 행행(行幸)[4] 및 연회는 그만두셔야 하옵니다.
정부가 빈번한 행행과 매일 밤마다 연회로 발생하는 막대한 비용 문제에 대한 비판이다.
6. 법령은 업숙히 집행하십시오. 법은 국가를 다스리는 데 기본 방침이므로 조령모개(朝令暮改)[5] 한 혼란한 상태는 허락지 마십시오.
고다이고 천황이 윤지(綸旨)[6] 절대주의를 채택하면서 모순된 윤지를 제시하거나, 앞선 윤지를 취소하는 등, 조령모개적 행동이 혼란을 초래하여 천황의 권력을 약화시킨다는 것에 대한 비판이다.
7. 정치에 유해무익한 자를 내치십시오. 현재 귀족, 궁녀 및 승려 중 중요한 정무에서 사리사욕으로 집행하는 자가 많아 정치에 혼란이 오고 있사옵니다.
고다이고 천황의 총애를 받는 궁녀 아노 야스코(阿野廉子), 승려 엔칸(円観), 몬칸(文観) 등의 국정 관여를 의식한 비판이다.

〈엔기(延喜)·덴랴쿠(天暦)의 치세로 돌아가자〉를 슬로건으로 내건 겐무 신정이었지만, 그 내실은 주자학 색채가 강한 전제군주제로의 회기에 따른 것이다. 율령제 이후 국가체제의 개편을 노려 관위상당제와 관직세습제를 타파해 기존의 귀족 계층의 해체를 꾀한 친정의 개혁은 기타바타케 아키이에를 비롯 여러 귀족층의 지지를 받기 어려웠다.
상소문은〈만약 이 의견이 받아 들여지지 않는다면, 나 스스로 고다이고 천황의 슬하에서 벗어나 산속에 틀어박힐 것이다.〉라고 끝을 맺고 있어, 아키이에의 분통함을 강하게 나타내고 있다.